# 마크 매코이
마크 앤서니 매코이(Mark Anthony McKoy, 1961년 12월 10일 ~ )는 전 캐나다의 육상 선수이며, 1992년 바르셀로나 올림픽 110m 허들 금메달리스트이다.
가이아나 조지타운에서 태어나 영국으로 이주하였다가, 10대 시절에 캐나다로 이주하였다.
1984년부터 1992년까지 3개의 올림픽에서 110m 허들 결승전에 출전하였는 데, 1988년 서울 올림픽에서 벤 존슨이 약물 사용을 한 사실이 밝혀져, 캐나다 육상 선수들이 추방당하면서 자신도 2년 동안 출전을 금지당하였다.
1992년에 복귀하여 13.12초의 기록을 세워 금메달을 획득하였다. 또한 1982년과 1986년 코먼웰스 게임 110m 허들 2연승 선수이기도 하였다. 현재 토론토에서 개인 육상 훈련자로 활약하고 있다.